# Drupadia janus
Drupadia janus är en fjärilsart som beskrevs av Riley 1945. Drupadia janus ingår i släktet Drupadia och familjen juvelvingar. Inga underarter finns listade i Catalogue of Life.